# Llista de clubs d'hoquei sobre patins

## Catalunya
| Club                                 | Ciutat                     | Fundació    | Uniforme                                           |
| ------------------------------------ | -------------------------- | ----------- | -------------------------------------------------- |
| Hoquei Club Alpicat                  | Alpicat                    | 2004        | s-vermella, p-negre                                |
| Club Hoquei Sant Josep de Badalona   | Badalona                   | 1964        | s-groga i negra, p-negre                           |
| Club Hoquei Patí Amposta             | Amposta                    | 1990        | s-verda, p-vermell                                 |
| Andorra Hoquei Club                  | Andorra la Vella           | 1984        | s-groga, p-blau                                    |
| Blanes Hoquei Club                   | Blanes                     | 1971        | s-blanca amb detalls vermells, p-blanc             |
| Cambrils Hoquei Club                 | Cambrils                   | ?           | s-blava i blanca, p-blau                           |
| Cerdanyola Club d'Hoquei             | Cerdanyola del Vallès      | 1936        | s-verda, p-blanc                                   |
| Centre d'Esports Arenys de Munt      | Arenys de Munt             | 1960        | s-vermella, negra i blanca, p-vermell              |
| Club d'Esports Vendrell              | El Vendrell                | 1958        | s-vermella i negra, p-negre                        |
| Club Esportiu Noia                   | Sant Sadurní d'Anoia       | 1951        | s-vermella i negra a ratlles diagonals, p-negre    |
| Club Hoquei Arenys de Mar            | Arenys de Mar              | 1942        | s-verda i blanca, p-blanc                          |
| Club Hoquei Bigues i Riells          | Bigues i Riells            | 1991        | s-verda i negra, p-negre                           |
| Club Hoquei Lloret                   | Lloret de Mar              | 1969        | s-verda, p-blanc                                   |
| Club Hoquei Mataró                   | Mataró                     | 1951        | s-blanca i blava, p-blau                           |
| Club Hoquei Ripollet                 | Ripollet                   | 1969        | s-groga i blava, p-negre                           |
| Club Hoquei Sant Feliu               | Sant Feliu de Codines      | 1974        | s-blanca i vermella a franges verticals, p-negre   |
| Club Hoquei Vila-seca                | Vila-seca                  | 1975        | s-groga i blava, p-blau                            |
| Club Natació Reus Ploms              | Reus                       | 1943        | s-blanca i negra a ratlles horitzontals, p-negre   |
| Club Olesa Patí                      | Olesa de Montserrat        | 2002        | s-verda, p-negre                                   |
| Club Patí Bell-lloc                  | Bell-lloc d'Urgell         | 1986        | s-vermella, p-blanc                                |
| Club Patí Breda                      | Breda                      | 1980        | s-groga, p-negre                                   |
| Club Patí Calafell                   | Calafell                   | 1952        | s-taronja, p-verd                                  |
| Club Patí Caldes                     | Caldes de Malavella        | 1988        | s-vermella i blanca a ratlles verticals, p-blanc   |
| Club Patí Flix                       | Flix                       | 1976        | s- vermella i blanca, p-negre                      |
| Club Patí Hoquei Olot                | Olot                       | 1984        | s-blava i groga, p-blau                            |
| Club Patí Manresa                    | Manresa                    | 2004        | s-vermella i blanca, p-vermell                     |
| Club Patí Sitges                     | Sitges                     | 1983        | s-blanca, p-blau                                   |
| Club Patí Taradell                   | Taradell                   | 1977        | s-blanca i blava a ratlles verticals, p-blanc      |
| Club Patí Tordera                    | Tordera                    | 1945        | s-groc i vermella a ratlles verticals, p-blau      |
| Club Patí Vic                        | Vic                        | 1951        | s-blanca i vermella a ratlles verticals, p-blanc   |
| Club Patí Vilafranca                 | Vilafranca del Penedès     | 1970        | s-blava, p-blau                                    |
| Club Patí Vilanova                   | Vilanova i la Geltrú       | 1951        | s-verda, p-blanc                                   |
| Club Patí Voltregà                   | Sant Hipòlit de Voltregà   | 1955        | s-blanca i blava a ratlles verticals, p-blau       |
| Club Tennis Barcino                  | Barcelona                  | 1945        | s-blava o blanca, p-blau                           |
| Club Vilassar Hoquei                 | Vilassar de Mar            | 1980        | s-blava amb detalls blancs, p-blau                 |
| Foment Deportiu Cassanenc            | Cassà de la Selva          | 1964        | s-blava, p-blau                                    |
| Futbol Club Barcelona                | Barcelona                  | 1942        | s-blau-grana a ratlles verticals, p-blau           |
| Futbol Club Martinenc                | Barcelona                  | 1909 (1978) | s-vermella-blava, p-blau                           |
| Girona Club d'Hoquei                 | Girona                     | 1940        | s-blanca i vermella, p-vermell                     |
| Grup Excursionista i Esportiu Gironí | Girona                     | 1936        | s-vermella, p-blanc                                |
| Club Esportiu Molins de Rei          | Molins de Rei              | 2006        | s-verda, p-negre                                   |
| Hoquei Club Montbui                  | Santa Margarida de Montbui | 1998        | s-blau i groga, p-negre                            |
| Hoquei Club Palau                    | Palau-solità i Plegamans   | 1975        | s-negra i groga, p-negre                           |
| Hoquei Club Piera                    | Piera                      | 1960        | s-verda, p-blanc                                   |
| Hoquei Club Salt                     | Salt                       | -           | s-taronja i blau-lilós, p-blau-lilós               |
| Hoquei Club Sant Just                | Sant Just Desvern          | 1959        | s-groga i blava, p-groc i blau                     |
| Hoquei Club Sentmenat                | Sentmenat                  | 1963        | s-blava, p-blanc                                   |
| Igualada Hoquei Club                 | Igualada                   | 1950        | s-arlequinada blau i grana, p-blau                 |
| Club Lleida Llista Blava             | Lleida                     | 1951        | s-blava i blanca, p-blau                           |
| Mollet Hoquei Club                   | Mollet del Vallès          | 1959        | s-vermella amb detalls blancs, p-blanc             |
| Patí Hoquei Club Sant Cugat          | Sant Cugat del Vallès      | 1967        | s-vermella i negra a franges horitzontals, p-negre |
| Pla Hoquei Club                      | El Pla del Penedès         | 2004        | s-negra, p-negre                                   |
| Reus Deportiu                        | Reus                       | 1945        | s-roja i negra a ratlles verticals, p-negre        |
| Secció Hoquei Unió Maçanetenca       | Maçanet de la Selva        | 1952        | s-arlequianda vermella i blanca, p-blanc           |
| Sícoris Club                         | Lleida                     | 1947        | s-vermella, p-blanc                                |
| Club Patí Cubelles                   | Cubelles                   | 1975        | s-groga i vermella a ratlles verticals, p-blau     |
| Unió Esportiva d'Horta               | Barcelona                  | 1955        | s-blanca i blava, p-blau                           |
| Unió Esportiva Hoquei Barberà        | Barberà del Vallès         | 1952        | s-blava, p-blanc                                   |
| A.E. Santa Isabel                    | Barcelona                  | -           | -                                                  |
| Club Hoquei Caldes                   | Caldes de Montbui          | 1961        | -                                                  |
| Casal l'Espluga                      | L'Espluga de Francolí      | 1965        | -                                                  |
| Club Esportiu Universitari           | Barcelona                  | -           | -                                                  |
| Club Esportiu Laietà                 | Barcelona                  | -           | -                                                  |
| Club Hoquei Cadí                     | La Seu d'Urgell            | -           | -                                                  |
| Club Hoquei Farners                  | Santa Coloma de Farners    | -           | -                                                  |
| Club Hoquei Prat                     | El prat de llobregat       | 1989        | s-Blava, p-Negre                                   |
| Hoquei Club Cornellà                 | Cornellà de llobregat      | 1955        | s-verdinegra, p-verd                               |
| Club Patí Roda                       | Roda de Ter                | 1968        | s-Blava i blanca a franges verticals p-Negre       |

- Club Hoquei Juneda (Juneda)
- Club Hoquei Premià de Mar (Premià de Mar)
- Club Hoquei Santa Perpètua (Santa Perpètua de Mogoda)
- Club Hoquei Patí Amposta (Amposta)
- Club Patí Badia del Vallès (Badia del Vallès)
- Club Patí Congrés (Barcelona)
- Club Hoquei Corbera (Corbera de Llobregat)
- Club Patí Cubelles (Cubelles)
- Club Patí Dertusa (Tortosa)
- Club Patí El Pla de Santa Maria (El Pla de Santa Maria)
- Club Patí Folgueroles (Folgueroles)
- Club Patí Jonquerenc (La Jonquera)
- Club Patí Manlleu (Manlleu)
- Club Patí Masquefa (Masquefa)
- Club Patí Monjos (Sant Martí Sarroca) 1964
- Club Patí Ribes de Freser (Ribes de Freser)
- Club Patí Riudebitlles (Sant Pere de Riudebitlles)
- Club Patí Riudoms (Riudoms)
- Club Patí Sant Celoni (Sant Celoni)
- Club Patí Valls (Valls)
- Esp. Maristes Sant Joan (Barcelona)
- Futbol Club Martinenc (Barcelona)
- Gramenet Hoquei Patins (Santa Coloma de Gramenet)
- Hoquei Canet (Canet de Mar)
- Hoquei Club Capellades (Capellades)
- Hoquei Club Castellet (Sant Vicenç de Castellet)
- Hoquei Club Esplugues (Esplugues de Llobregat)
- Hoquei Club Patí Castelldefels (Castelldefels)
- Hoquei Club Ripoll (Ripoll)
- Hoquei Patins Tona (Tona)
- L'Hospitalet Club d'Hoquei (L'Hospitalet de Llobregat)
- Patí Malgrat (Malgrat de Mar)
- Ribes Club Patí (Sant Pere de Ribes)
- S.H. Casal Montblanquí (Montblanc)
- Sferic Hoquei Club (Terrassa)
- Unió Esportiva Claret (Barcelona)
- Unió Esportiva Hoquei Barberà (Barberà del Vallès)
- Unió Esportiva d'Horta (Barcelona) Fundació de la secció, 1955.
- Unió Esportiva La Garriga (La Garriga)
- Unió Esportiva Sant Andreu (Barcelona)
- Associació Esportiva Districte IX Sant Andreu  (Barcelona), modalitat en línia
- Vilassar Club Hoquei (Vilassar de Mar)
- C.H. Palafrugell (Palafrugell)
- Hoquei JMJ (Sant Andreu, Barcelona). Fundació de la secció, 1961

### País ValenciàiIlles Balears
| Club                        | Ciutat                  | Fundació | Uniforme                                 |
| --------------------------- | ----------------------- | -------- | ---------------------------------------- |
| Patí Alcodiam Salesià Alcoi | Alcoi                   | 1951     | s-blau-grana a franges verticals, p-blau |
| Club Patí Raspeig           | Sant Vicent del Raspeig | ?        | s-negra i groga, p-negre                 |

- Club Hoquei España (Palma)
- So N'Espanyolet (Palma)
- Alberic Hoquei Club (Alberic)
- Club Atlètic Sant Vicent Hockey (Sant Vicent del Raspeig)
- Club Patí Alacant (Alacant)
- Club Patí Contestà (Cocentaina)
- Club Patí Muro (Muro d'Alcoi)
- Club Patí Villena (Villena)
- Club Patí Paiporta (Paiporta)
- Hoquei Club Sedaví (Sedaví)
- Club Atlètic Montemar (Alacant)